# Leucanthemum x superbum
Leucanthemum x superbum là một loài thực vật có hoa trong họ Cúc. Loài này được (J.W.Ingram) D.H.Kent mô tả khoa học đầu tiên năm 1990.